# Boliche en los Juegos Panamericanos

Boliche

La prueba de Boliche fue admitida en los Juegos Panamericanos desde la undécima edición que se celebró en La Habana en Cuba en 1991.
Este deporte se realizó por primera vez en los Juegos Panamericanos 1983 de Caracas (Venezuela), sólo como demostración en esa ocasión. Fue hasta la edición de La Habana cuando formó por primera vez como deporte en el calendario Panamericano.

## Eventos
Los siguientes eventos son los realizados en la prueba de boliche, según la sede son los eventos realizados.

### Masculino
- Individual
- Dobles

### Femenino
- Individual
- Dobles

## Medallero Histórico
Actualizado Lima 2019
| Núm. | País                  | Oro | Plata | Bronce | Total |
| ---- | --------------------- | --- | ----- | ------ | ----- |
| 1    | Estados Unidos        | 24  | 7     | 8      | 39    |
| 2    | Colombia              | 4   | 3     | 8      | 15    |
| 3    | Canadá                | 4   | 3     | 6      | 13    |
| 4    | México                | 3   | 7     | 8      | 18    |
| 5    | Brasil                | 1   | 2     | 1      | 4     |
| 6    | Venezuela             | 0   | 10    | 5      | 15    |
| 7    | República Dominicana  | 0   | 1     | 4      | 5     |
| 8    | Puerto Rico           | 0   | 1     | 1      | 2     |
| 9    | Antillas Neerlandesas | 0   | 1     | 0      | 1     |
| 9    | Guatemala             | 0   | 1     | 0      | 1     |
| 11   | Argentina             | 0   | 0     | 1      | 1     |

- Este medallero no cuenta con las preseas entregadas en Caracas (Venezuela) 1983.